# 산닥나무
산닥나무(Wikstroemia trichotoma)는 한국·일본 등에 분포하는 낙엽관목으로 산지에서 자란다. 산닥나무 껍질로 안피지(雁皮紙)라는 종이를 만들므로 안피나무라고도 부른다.

## 특징
우리나라에서는 강화도와 전남, 경남 지방의 일부 도서나 해안 산지에서 자라고 있다.  높이 1m에 달하며 작은가지는 털이 없고 적갈색이며 섬유질이 매우 질기다. 잎은 난형이고 마주나며 가장자리가 밋밋하다. 꽃은 양성으로 7-8월에 피고 황색이며 총상꽃차례에 달린다. 수술은 8개이며 2줄로 배열한다. 암술은 1개이며 씨방에 대가 있다. 열매는 난상 긴 타원형 양 끝이 좁고 털이 없으며 9-10월에 성숙한다. 껍질로 고급 한지나 밧줄을 만든다. 잎이 어긋나고 꽃이 가지끝에 둥글게 모여 달리는 것을 안피라고 하며, 껍질로 종이를 만든다.
상록으로 동아시아에서 볼 수 있다. 구체적으로는 중국의 안후이, 광둥, 광시, 후, 장시, 저장, 일본 및 대한민국 등에서 자생한다.